# 21-ша армія (Третій Рейх)
21-ша армія (нім. 21. Armee) — польова армія Німеччини, що короткочасно діяла в складі Вермахту з 27 квітня по 2 травня 1945 за часів Другої світової війни.

## Історія
21-ша армія була сформована 27 квітня 1945 року на базі штабу 4-ї польової армії (нім. 4. Armee) і залишків 3-ї танкової армії (нім. 3. Panzerarmee) на півночі від Берліна. Під ударами військ 2-го Білоруського фронту частини армії були розгромлені і знищені на узбережжі Балтійського моря.

## Райони бойових дій
- Німеччина (квітень — травень 1945).

## Командування

### Командувачі
- Генерал від інфантерії Курт фон Тіппельскирх (нім. Kurt von Tippelskirch) (27 квітня — 2 травня 1945).

## Бойовий склад 21-ї армії
Формування управління, забезпечення та підтримки
- штаб армії (Stab mit Stabstruppen);
- 501-ше армійське управління постачання (Armee-Nachschubführer 501);
- 580-та комендатура тилу (Korück 580);
- 563-й армійський полк зв'язку (Armee-Nachrichten-Regiment 563);
- 308-ме головне артилерійське командування (Höherer Arko 308).
- штурмовий полк 2-го армійського командування (Sturm-Regiment AOK 2);
- польовий навчальний полк 2-го армійського командування (Feld-Ausbildungs-Regiment AOK 2).

- 3-й танковий корпус СС (III. (germanisches) SS-Panzerkorps);
- 101-й армійський корпус (CI. Armee-Korps).

- 3-й танковий корпус СС;
- 27-й армійський корпус (XXVII. Armee-Korps);
- 101-й армійський корпус.